# Clavatula knudseni
Clavatula knudseni is een slakkensoort uit de familie van de Clavatulidae. De wetenschappelijke naam van de soort is voor het eerst geldig gepubliceerd in 2007 door Nolf & Verstraeten.